# Muḥtasib

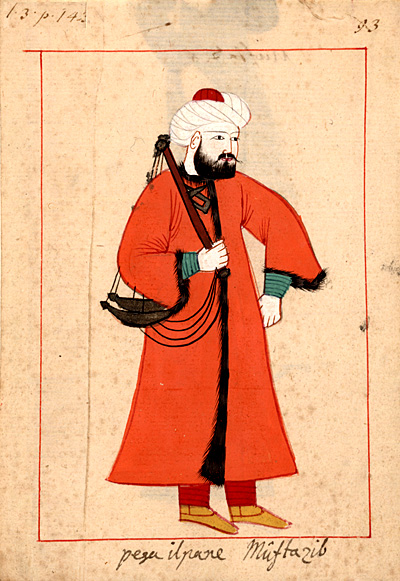
"Muhtasib weighs the bread", from the Rålamb Costume Book, 1657

Il muḥtasib (in arabo  محتسب‎?) era un supervisore dei bazar e dei commerci nei paesi islamici medievali. Il suo lavoro consisteva nell'assicurare che gli affari nella pubblica piazza fossero condotti nel rispetto delle leggi, della Shari'a. 
Nel regno del sultano mamelucco Barqūq, ad esempio, i compiti del muḥtasib del Cairo includevano la regolazione dei pesi, della moneta, dei prezzi, della morale pubblica, e la pulizia della pubblica piazza, così come la sorveglianza di scuole, istruzione, insegnanti, e il controllo dei bagni pubblici, della sicurezza pubblica, e della circolazione dei veicoli.
In al-Andalus il muḥtasib veniva chiamato spesso Ṣāḥib al-sūq (Signore del mercato) e da questa espressione araba derivò quella del volgare castigliano Zabazoque.